# Дарья Бавдаж Курет
Дарья Бавдаж Курет (словен. Darja Bavdaž Kuret; род. 1956) — словенский дипломат, социолог, защитница прав женщин.

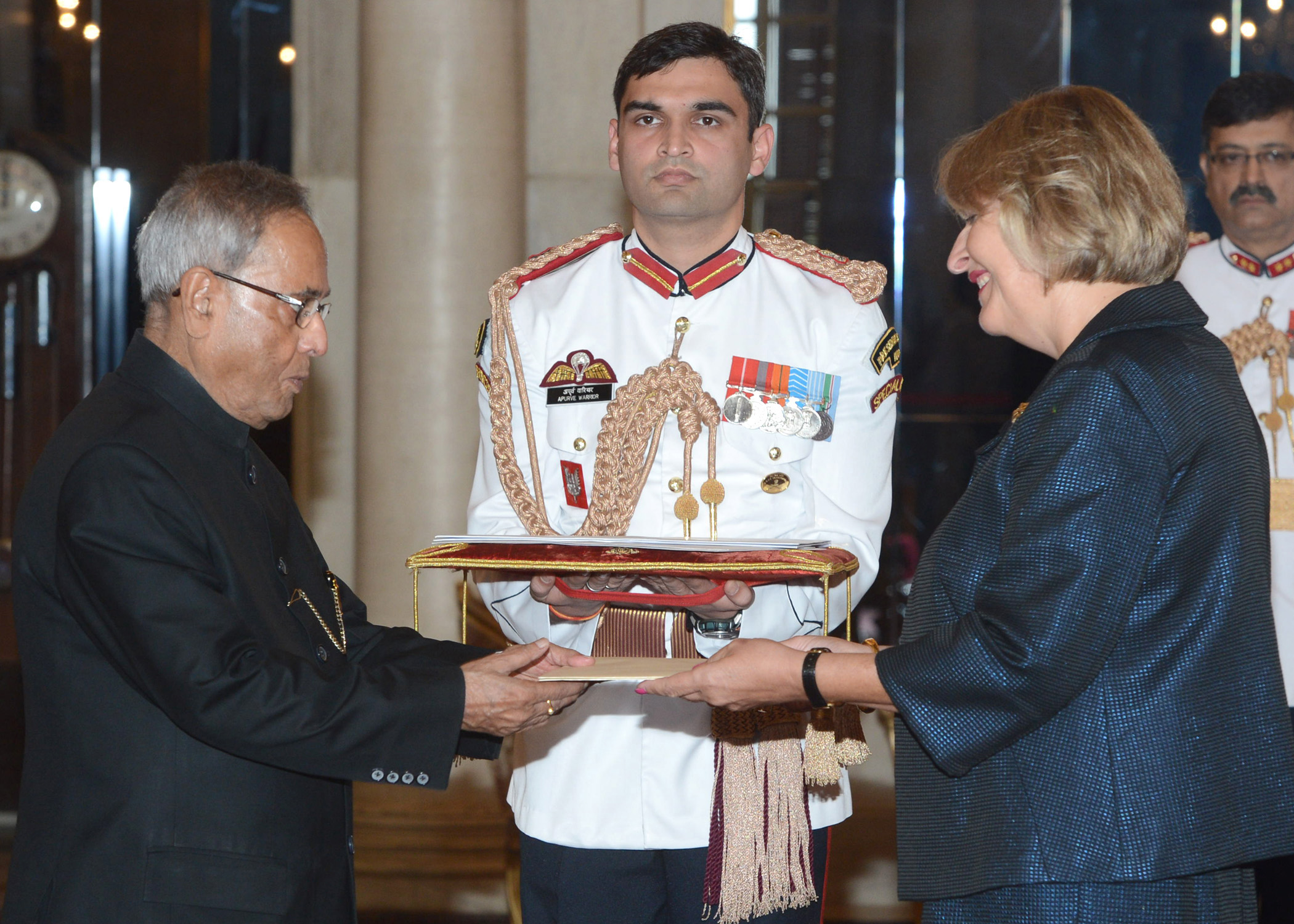
Д. Бавдаж Курет вручает верительные грамоты президенту Индии Пранабу Кумару Мукерджи. Октябрь 2013

Изучала политологию и международные отношения в Люблянском университете.
Сотрудница МИД Словении.
В 1995—1999 годах работала послом Словении в Израиле и одновременно Палестине. Затем возглавляла Департамент анализа и планирования Министерства иностранных дел Словении.
В 2002—2006 годах представляла интересы страны в Швеции, Финляндии, Эстонии и Латвии, в 2009—2013 — в Болгарии и Венгрии, затем была послом в Индии (2013—2015) по совместительству в Бутане, Бангладеш, Непале и Шри-Ланке.
С 2006 по 2008 год — генеральный секретарь Бледского стратегического форума, организованного Министерством иностранных дел Словении и Центром европейской перспективы. В 2008 году, во время председательства Словении в Европейском Союзе, занимала пост председателя Рабочей группы столиц по России, Украине, Центральной Азии, Армении, Азербайджану, Грузии, Молдове и Беларуси.
В 2015—2017 годах была государственным секретарём МИД Словении.
С августа 2017 года — постоянный представитель Словении при Организации Объединённых Наций в Нью-Йорке.
С 2023 года — посол Словении в России.
Бавдаж Курет является активным борцом за права женщин.
Имеет одного сына.